# Dryadoideae
Dryadoideae es una subfamilia de las rosáceas que consta de cuatro géneros, todos los cuales presentan nódulos radiculares que albergan la bacteria fijadora de nitrógeno Frankia. Son subarbustos, arbustos o pequeños árboles con un número cromosómico básico de 9, cuyos frutos son o aquenios o agregados de aquenios.

## Historia taxonómica
Esta subfamilia ha sido clasificada en varias ocasiones como familia (Dryadaceae), como tribu (Dryadeae) o como subtribu (Dryadinae).